# Abaksun
Abaksun o Abaskun fou una ciutat de Gurgan, a la costa de la mar Càspia, probablement a l'estuari del riu Gurgan.
Fou atacada per pirates rus en una data incerta entre el 864 i el 884, i després altre cop el 909/910 i 910/911, quan van desembarcar i la van saquejar i després van anar a Sari que també van saquejar; molts musulmans foren fets presoner i se'ls van emportar com esclaus; finalment els daylamites i el shirvanshah els van poder expulsar i van destruir les seves naus. Encara una nova incursió es va produir, però el 912/913, quan foren atacades Abaskun i Bakú i els rus van arribar fins a Ardabil.
A una de les illes de la rodalia d'Abaksun (avui illes Ashurada) va morir Alà-ad-Din Muhàmmad, quan s'hi havia refugiat perseguit pels mongols (1220). La ciutat havia desaparegut al segle xiv a causa de la pujada del nivell de les aigües de la mar Càspia.